# Atletica leggera ai Giochi della V Olimpiade - Salto con l'asta
La competizione del salto con l'asta di atletica leggera ai Giochi della V Olimpiade si tenne i giorni 10 e 11 luglio 1912 allo Stadio Olimpico di Stoccolma.

## L'eccellenza mondiale
| Record olimpico: 1908    | 3,71      | Edward Cooke Alfred Gilbert | Assente  |
| Migliore prest. europea  | 3,74 1905 | Fernand Gonder              | Presente |
| Migliore prest. mondiale | 4,015     | Marc Wright                 | Presente |

1. ↑  Record stabilito il 9 giugno alle selezioni nazionali (Trials). La misura è la conversione metrica di 13 piedi e 2 pollici e un quarto.

I protagonisti dei Trials statunitensi sono:
- Est: Marcus Wright con 4,015;
- Centro: Frank Murphy con 3,63;
- Ovest:  Samuel Bellah con 3,90.

Non partecipa ai Trials ma stacca lo stesso un biglietto per Stoccolma Harold Babcock, che vince i Campionati nazionali con 3,66.

## Risultati

### Turno eliminatorio
Qualificazione3,65 m
Si qualificano 11 atleti, di cui ben otto sono statunitensi.
| Pos. | Atleta           | Nazione     | Misura | Salti | Salti | Salti | Salti | Salti | Salti |
| Pos. | Atleta           | Nazione     | Misura | 3,00  | 3,20  | 3,40  | 3,50  | 3,60  | 3,65  |
| ---- | ---------------- | ----------- | ------ | ----- | ----- | ----- | ----- | ----- | ----- |
| 1    | William Halpenny | Canada      | 3,65   | ---   | ---   | O     | O     | O     | O     |
| 1    | Harry Babcock    | Stati Uniti | 3,65   | ---   | O     | O     | O     | O     | O     |
| 1    | Gordon Dukes     | Stati Uniti | 3,65   | ---   | XXO   | O     | XXO   | O     | O     |
| 1    | Robert Pasemann  | Germania    | 3,65   | O     | O     | O     | O     | XXO   | O     |
| 1    | Frank Nelson     | Stati Uniti | 3,65   | O     | ---   | O     | O     | O     | XO    |
| 1    | Bertil Uggla     | Svezia      | 3,65   | O     | O     | O     | O     | O     | XO    |
| 7    | Carl Hårleman    | Svezia      | 3,60   | ---   | XO    | O     | XO    | O     | XXX   |
| 7    | Fernand Gonder   | Francia     | 3,50   | XO    | XO    | O     | O     | XXX   | ---   |
| 9    | Magnus Nilsson   | Svezia      | 3,20   | ---   | O     | XXX   | ---   | ---   | ---   |
| 9    | Georgios Banikas | Grecia      | 3,20   | XO    | XO    | XXX   | ---   | ---   | ---   |
| -    | Johann Martin    | Russia      | ---    | XXX   | ---   | ---   | ---   | ---   | ---   |

| Pos. | Atleta           | Nazione     | Misura | Salti | Salti | Salti | Salti | Salti | Salti |
| Pos. | Atleta           | Nazione     | Misura | 3,00  | 3,20  | 3,40  | 3,50  | 3,60  | 3,65  |
| ---- | ---------------- | ----------- | ------ | ----- | ----- | ----- | ----- | ----- | ----- |
| 1    | Bill Fritz       | Stati Uniti | 3,65   | ---   | O     | O     | O     | O     | O     |
| 1    | Sam Bellah       | Stati Uniti | 3,65   | ---   | ---   | XO    | XXO   | XO    | O     |
| 1    | Frank Murphy     | Stati Uniti | 3,65   | ---   | O     | O     | O     | XXO   | O     |
| 1    | Marc Wright      | Stati Uniti | 3,65   | ---   | ---   | O     | O     | O     | XO    |
| 1    | Frank Coyle      | Stati Uniti | 3,65   | ---   | ---   | O     | O     | O     | XXO   |
| 6    | Richard Sjöberg  | Svezia      | 3,60   | O     | O     | O     | O     | XXO   | XXX   |
| 6    | Clas Gille       | Svezia      | 3,60   | ---   | O     | O     | XXO   | XXO   | XXX   |
| 8    | Ulrich Baasch    | Russia      | 3,40   | O     | O     | O     | XXX   | ---   | ---   |
| 8    | Fritz Vikke      | Danimarca   | 3,40   | O     | O     | O     | XXX   | ---   | ---   |
| 10   | Hugo Svensson    | Svezia      | 3,20   | O     | O     | XXX   | ---   | ---   | ---   |
| 10   | Sander Santesson | Svezia      | 3,20   | XO    | O     | XXX   | ---   | ---   | ---   |
| 10   | Viktor Franzl    | Austria     | 3,20   | XXO   | O     | XXX   | ---   | ---   | ---   |
| 13   | Jindřich Jirsák  | Boemia      | 3,00   | O     | XXX   | ---   | ---   | ---   | ---   |
| 13   | Manlio Legat     | Italia      | 3,00   | O     | XXX   | ---   | ---   | ---   | ---   |

### Finale
Frank Nelson impressiona valicando 3,80 di ben 30 centimerti. Ma si ferma a 3,90. L'unico che valica la misura è il connazionale Babcock. Rimasto solo, supera anche 3,95, poi tenta il record del mondo a 4,06, ma fallisce.
| Pos.    | Atleta           | Età | Nazione     | Misura | Salti | Salti | Salti | Salti | Salti | Salti | Salti | Salti | Salti |
| Pos.    | Atleta           | Età | Nazione     | Misura | 3,40  | 3,50  | 3,60  | 3,65  | 3,75  | 3,80  | 3,85  | 3,95  | 4,06  |
| ------- | ---------------- | --- | ----------- | ------ | ----- | ----- | ----- | ----- | ----- | ----- | ----- | ----- | ----- |
| Oro     | Harry Babcock    | 22  | Stati Uniti | 3,95   | O     | O     | O     | ---   | O     | O     | O     | O     | XXX   |
| Argento | Frank Nelson     |     | Stati Uniti | 3,85   | O     | O     | O     | XO    | O     | O     | XO    | XXX   | ---   |
| Argento | Marc Wright      |     | Stati Uniti | 3,85   | O     | O     | O     | O     | XO    | XO    | XO    | XXX   | ---   |
| Bronzo  | William Halpenny | 30  | Canada      | 3,80   | O     | XO    | O     | O     | XO    | XO    | ---   | ---   | ---   |
| Bronzo  | Frank Murphy     |     | Stati Uniti | 3,80   | O     | O     | XO    | XO    | O     | O     | XXX   | ---   | ---   |
| Bronzo  | Bertil Uggla     | 22  | Svezia      | 3,80   | O     | O     | O     | O     | O     | XO    | XXX   | ---   | ---   |
| 7       | Sam Bellah       |     | Stati Uniti | 3,75   | O     | O     | XO    | O     | XO    | XXX   | ---   | ---   | ---   |
| 8       | Frank Coyle      |     | Stati Uniti | 3,65   | O     | O     | XO    | XO    | XXX   | ---   | ---   | ---   | ---   |
| 8       | Gordon Dukes     |     | Stati Uniti | 3,65   | O     | O     | O     | XXO   | XXX   | ---   | ---   | ---   | ---   |
| 8       | Bill Fritz       |     | Stati Uniti | 3,65   | O     | XO    | XO    | XXO   | XXX   | ---   | ---   | ---   | ---   |
| 11      | Robert Pasemann  |     | Germania    | 3,40   | XO    | XXX   | ---   | ---   | ---   | ---   | ---   | ---   | ---   |